# Francesco Carbone
Pour les articles homonymes, voir Carbone (homonymie).
Francesco Carbone (né à Naples en Campanie, Italie, et mort à Rome le 18 juin 1405) est un cardinal italien du XIVe siècle et du XVe siècle.
Il est le frère du pseudo-cardinal Guglielmo Carbone (1411). Selon quelques sources il est un parent du cardinal  Pietro Tomacelli (1381), le futur pape Boniface IX. Carbone est membre de l'ordre des cisterciens.

## Biographie
Carbone est élu évêque de Monopoli en 1382.
Le pape Urbain VI le crée cardinal lors du consistoire du 17 décembre 1384. Carbone est grand pénitencier et archidiacre de la basilique Saint-Pierre. Il est légat apostolique à Naples et Foligno, gouverneur de plusieurs villes dans les États pontificaux et abbé commendataire de l'abbaye de Farfa à partir de 1400. 
Le cardinal Carbone participe au conclave de 1389, lors duquel Boniface IX est élu et au conclave de 1404 (élection d'Innocent VII).